# Hans Hartung

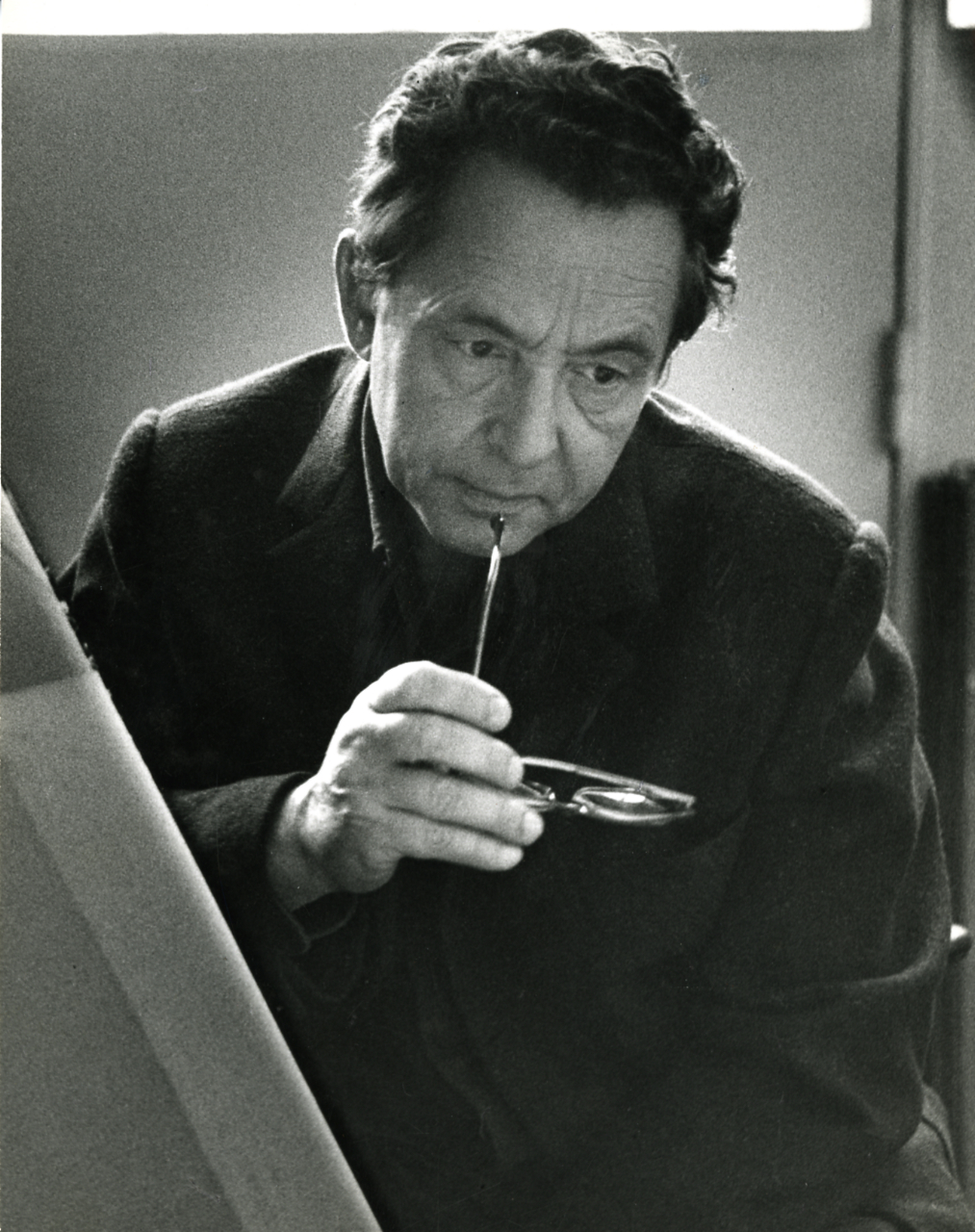
Hans Hartung, 1960. Foto Paolo Monti (Fondo Paolo Monti, BEIC).

Hans Heinrich Ernst Hartung (Leipzig, 21 september 1904 –  Antibes, 8 december 1989) was een Franse schilder en graficus van Duitse herkomst.

## Zijn leven

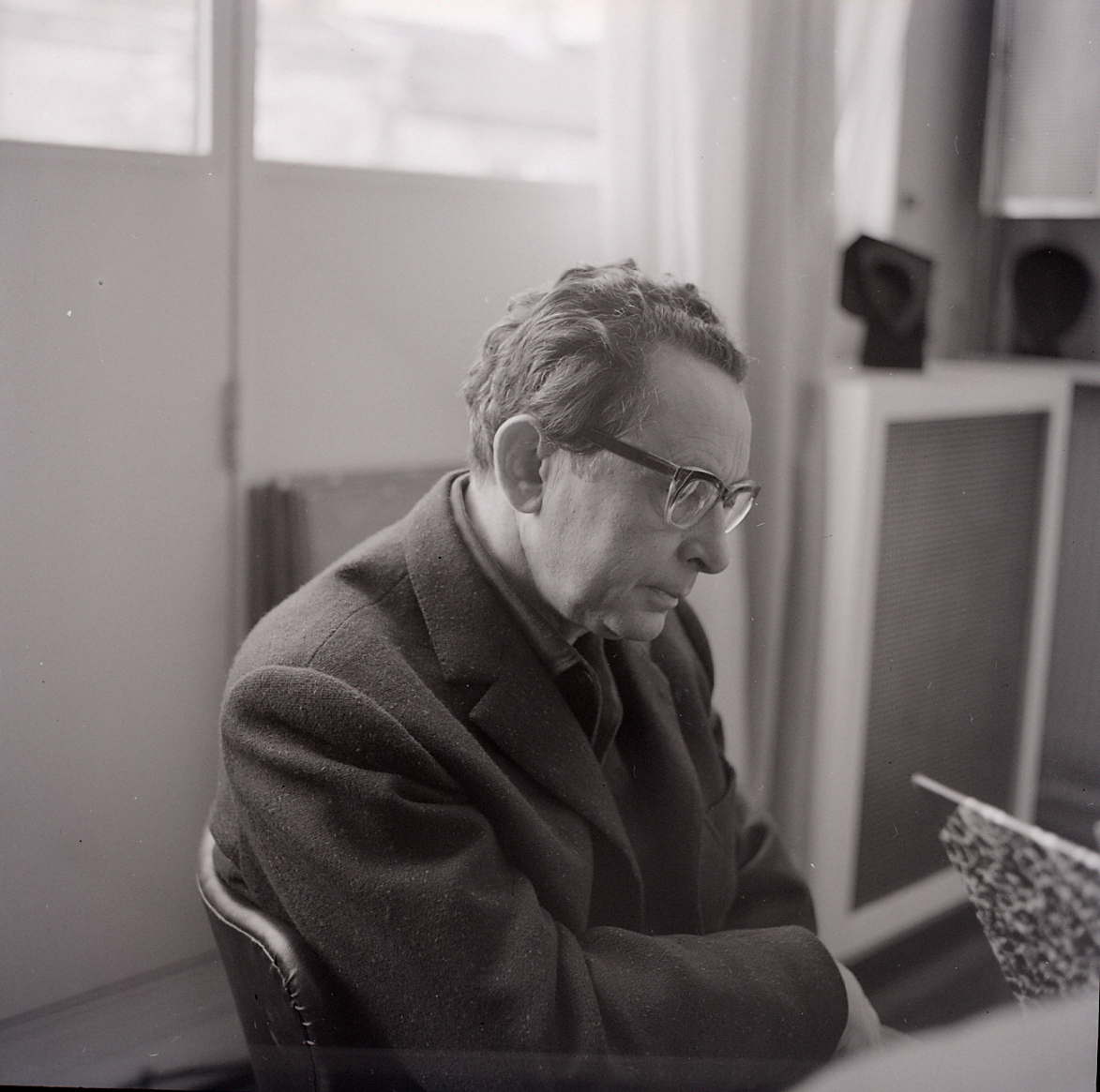
Hans Hartung, 1955.

### Jeugd en opleiding
Van 1912 tot 1914 woonde de familie Hartung in het Zwitserse Bazel, maar Hans Hartung bezocht het gymnasium in Dresden. Reeds in 1921, gedurende zijn middelbareschooltijd, begon hij te schilderen. Hij bewonderde schilders als Rembrandt van Rijn, Francisco Goya, Frans Hals, El Greco, daarna de Duitse expressionisten (Oskar Kokoschka en Emil Nolde). Hij kopieerde hun werk en versimpelde de composities om slechts grote, gekleurde vlakken over te houden. Vanaf 1922 probeerde hij abstracter te werken in een serie aquarellen. Nog weer later tekende hij met houtskool en rood krijt (sanguine).
Gedurende de jaren 1924 en 1925 volgde Hartung colleges filosofie en kunstgeschiedenis in Leipzig. Na een conferentie, waar hij Wassily Kandinsky assisteerde, studeerde hij van 1925 tot 1926 aan de kunstacademie van Dresden. Ter gelegenheid van een internationale expositie maakte hij kennis met de Franse ontwikkeling van impressionisme naar kubisme. Hij reisde door Italië en arriveerde uiteindelijk in Parijs, waar hij bleef tot 1931. Hij maakte in die jaren onder andere een reis door België en Nederland. In 1929 trad Hartung in het huwelijk met de Noorse kunstschilder Anna-Eva Bergman (1909–1987). In 1931 stelde hij voor de eerste keer werk tentoon in Dresden en het jaar daarna, met Anna-Eva, in Oslo. 

### Parijs en González
Van 1932 tot 1934 leefde Hartung op het Spaanse eiland Minorca. Berooid keerde hij in 1934 weer terug in Parijs en via Stockholm reisde hij nog een keer naar Berlijn. Na de dood van zijn vader en met het nazisme in opmars, verliet Hartung Duitsland definitief. Hij werkte, weer terug in Parijs, samen met de kunstenaars Jean Hélion en Henri Goetz. Ook ontmoette hij Kandinsky weer en maakte kennis met de kunstenaars Piet Mondriaan, Alberto Magnelli, César Domela, Joan Miró en Alexander Calder, met wie hij ook samen exposeerde.
Hij werd geconfronteerd met moeilijke omstandigheden, armoede, ziekte van zijn echtgenote en een daaropvolgende scheiding onder druk van zijn schoonmoeder, alsmede het intrekken van zijn paspoort door de Duitse ambassade. Hartung kon in Parijs het hoofd boven water houden dankzij de gastvrijheid van Goetz en werk in het atelier van de beeldhouwer Julio González. In 1939 huwde hij Roberta, de dochter van González. 

### Tweede Wereldoorlog
Hartung liet zich in 1939 inschrijven om in geval van oorlog als vrijwilliger tegen het Hitlerregime te strijden. In december van 1939 werd hij gemobiliseerd en ingedeeld bij het Franse Vreemdelingenlegioen. Eerst werd hij naar Indochina gezonden, later naar Noord-Afrika. Na zijn demobilisatie voegde hij zich weer bij de familie González, die zich had teruggetrokken in het departement Lot.   
Na de dood van González in 1942 en de bezetting van Zuid-Frankrijk door de Duitsers week Hartung uit naar Spanje en passeerde illegaal de Frans-Spaanse grens. Hij werd gedurende zeven maanden in een kamp geïnterneerd en meldde zich in Noord-Afrika weer bij het Vreemdelingenlegioen. In 1944 werd Hartung bij de aanval op Belfort in november 1944 zwaargewond en verloor zijn rechterbeen. Hij keerde in 1945 met hulp van Calder terug naar Parijs en verkreeg in 1946 de Franse nationaliteit. Hij ontving een Croix de guerre 1939-1945 en kreeg de belangrijke militaire onderscheiding, het Legioen van Eer.

### Zijn succesjaren
In de daaropvolgende jaren nam Hartung deel aan diverse exposities en zijn werk werd positief beoordeeld door de kunstkritiek, De filmregisseur Alain Resnais maakte een film over hem, die in 1948 in Duitsland en in 1950 in Parijs werd gedraaid. Vanaf 1949 en na een jarenlange schilderpauze had Hartung vele solo-exposities en maakte kennis met de schilders Gérard Schneider, Pierre Soulages, Georges Mathieu, Willi Baumeister en Mark Rothko. Hij werd snel tot een van de belangrijkste vertegenwoordigers van de Informele schilderkunst. 
In 1952 hadden Hartung en Anna-Eva Bergman elkaar weer getroffen bij een retrospectieve van González en zij woonden, sinds zijn scheiding van Roberta González, vanaf 1953 samen. In 1957 huwden zij voor de tweede keer.
Hartung werd in 1956 gekozen tot lid van de Berlijnse Akademie der Künste en werd driemaal uitgenodigd voor de documenta in Kassel: 1 (1955), II (1959) en III (1964). In 1957 ontving hij de Rubenspreis der Stadt Siegen in Siegen en in 1960 werd hij onderscheiden met de schilderprijs op de Biënnale van Venetië. Gedurende de jaren 1962 en 1963 was zijn werk te zien op overzichtstentoonstellingen in Zürich, Wenen, Düsseldorf, Amsterdam en Brussel. Hartung werd in 1977 in de Académie des Beaux-Arts van het Institut de France gekozen en het Musée d'Art Moderne de la Ville de Paris organiseerde in 1980 een overzichtstentoonstelling van zijn complete oeuvre aan etsen en litho's. De Franse Post gaf in dat jaar een postzegel uit met een afbeelding van een schilderij van Hartung.
Hartungs werk wordt gerekend tot de Nouvelle École de Paris.